# Affaire Karachi
L’affaire Karachi, ou affaire des frégates d’Arabie saoudite et des sous-marins du Pakistan, est une affaire d’État politico-financière qui concerne plusieurs contrats d’armement signés en 1994 : un qui prévoyait la vente par la France de frégates à l’Arabie saoudite et un autre sur la vente de sous-marins au Pakistan.
Ces contrats ont donné lieu à des commissions, dont certaines à des intermédiaires qui n’ont pas eu de rôle dans la signature des contrats. Après un oubli de cette affaire par la justice et les médias pendant une quinzaine d’années, une enquête est ouverte en 2010, suivie de trois ans d’instruction. Deux procès ont lieu en 2019 et 2021, et ont abouti à la condamnation de Ziad Takieddine et Abdul Rahman Al-Assir (intermédiaires), Dominique Castellan (PDG de la branche internationale de la Direction des constructions navales), Nicolas Bazire (directeur du cabinet du Premier ministre), Renaud Donnedieu de Vabres (chef de cabinet du ministre de la Défense), Thierry Gaubert (collaborateur du ministre du Budget Nicolas Sarkozy) et François Léotard (ministre de la Défense) pour abus de biens sociaux.
Une partie de ces commissions auraient, via des rétrocommissions, financé la campagne du Premier ministre français Édouard Balladur à l’élection présidentielle de 1995, toutefois le financement illégal de la campagne électorale n’a pas été établi par la justice.
Le lien supposé entre cette affaire politico-financière, et l’attentat du 8 mai 2002 à Karachi, au Pakistan qui a déclenché l'enquête aboutissant à cette affaire, reste hypothétique à ce jour, n'ayant encore jamais été prouvé.
Contrairement à d’autres affaires, celle-ci a eu un écho limité dans l’opinion du fait de sa complexité et de l’important délai entre les faits et les révélations.

## Vente de sous-marins et de frégates à l'Arabie saoudite et au Pakistan

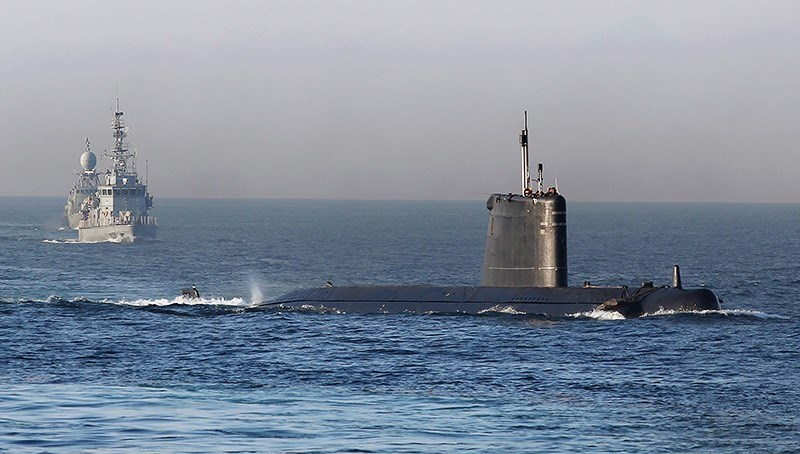
Le sous-marin pakistanais PNS Hashmat dérivé de la classe Agosta.

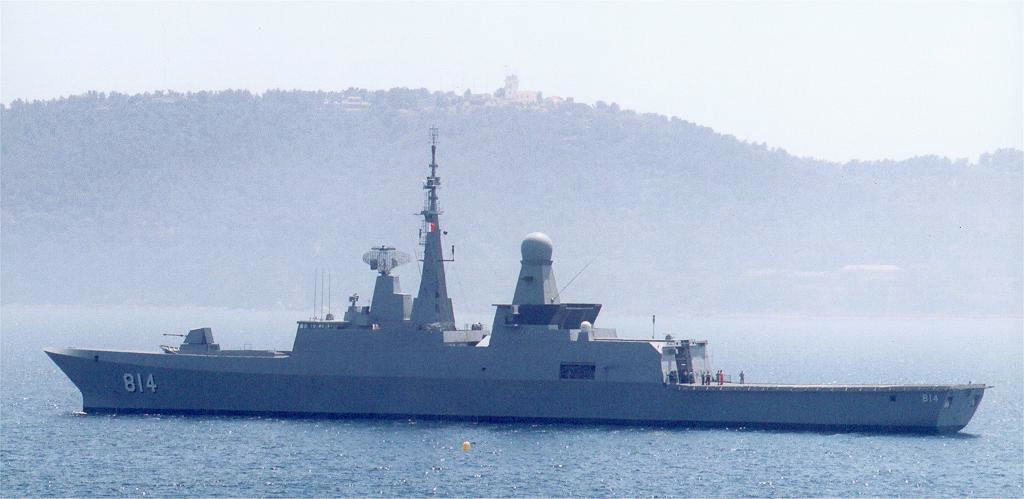
Frégate saoudienne Al Makkah dérivée de la classe La Fayette

En 1994, la France vit la fin du second septennat de François Mitterrand. Le Premier ministre depuis 1993, Édouard Balladur envisage de se présenter à l’élection présidentielle de 1995, alors que le candidat désigné par la droite (RPR) est Jacques Chirac. Pour la première fois, le financement des campagnes est limité par la loi : 90 millions de francs pour le premier tour, 120 millions pour le second. Les comptes doivent être validés par le Conseil constitutionnel.
Le 21 septembre 1994, un contrat prévoit la fourniture de trois sous-marins de classe Agosta au Pakistan ; il est signé par François Léotard, ministre de la Défense du gouvernement Balladur, et son homologue pakistanais Aftab Shaban Mirani, représentant le gouvernement de la Première ministre Benazir Bhutto, pour une somme de 5,4 milliards de francs. Le premier sous-marin est réalisé à Cherbourg et livré le 14 août 1999. Le deuxième est assemblé à Karachi avec un transfert de technologie et est livré le 13 décembre 2003. Le troisième est accepté le 27 septembre 2008.
En novembre 1994, le contrat « Sawari II » porte sur la fourniture à l'Arabie saoudite de frégates de classe La Fayette par la France, pour un prix de 19 milliards de francs. Une troisième frégate vendue sous la présidence Chirac porte le total à 28 milliards. Il y a eu trois autres contrats (missiles, pièces de rechange …) en 1994.
La réalisation des contrats est confiée à la direction des constructions navales (DCN), alors organisme public (aujourd’hui Naval Group). Le contrat est signé avec la filiale DCN International, dirigée par Dominique Castellan entre 1991 et 2001.

## Intermédiaires, commissions et rétrocommissions

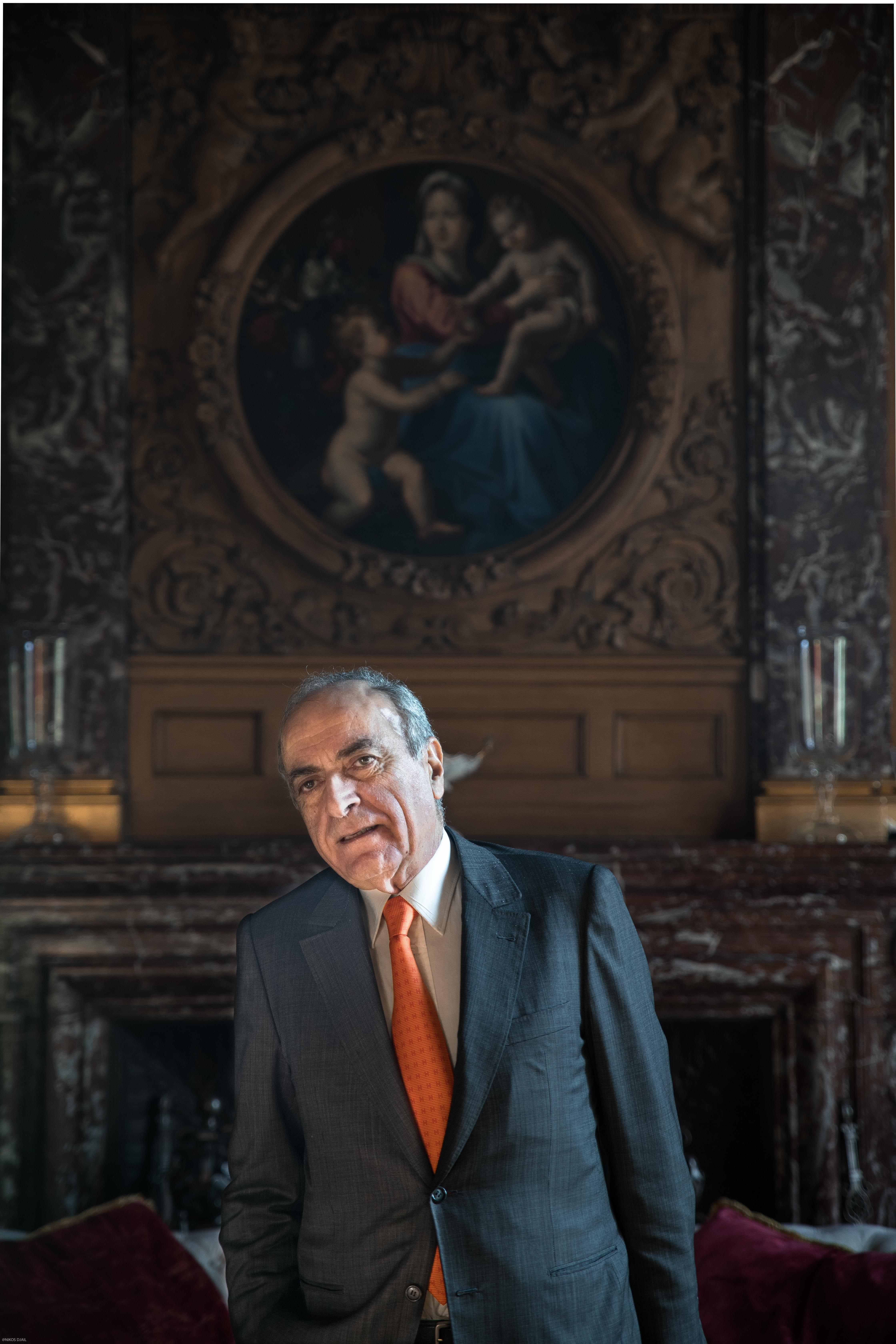
Ziad Takieddine.

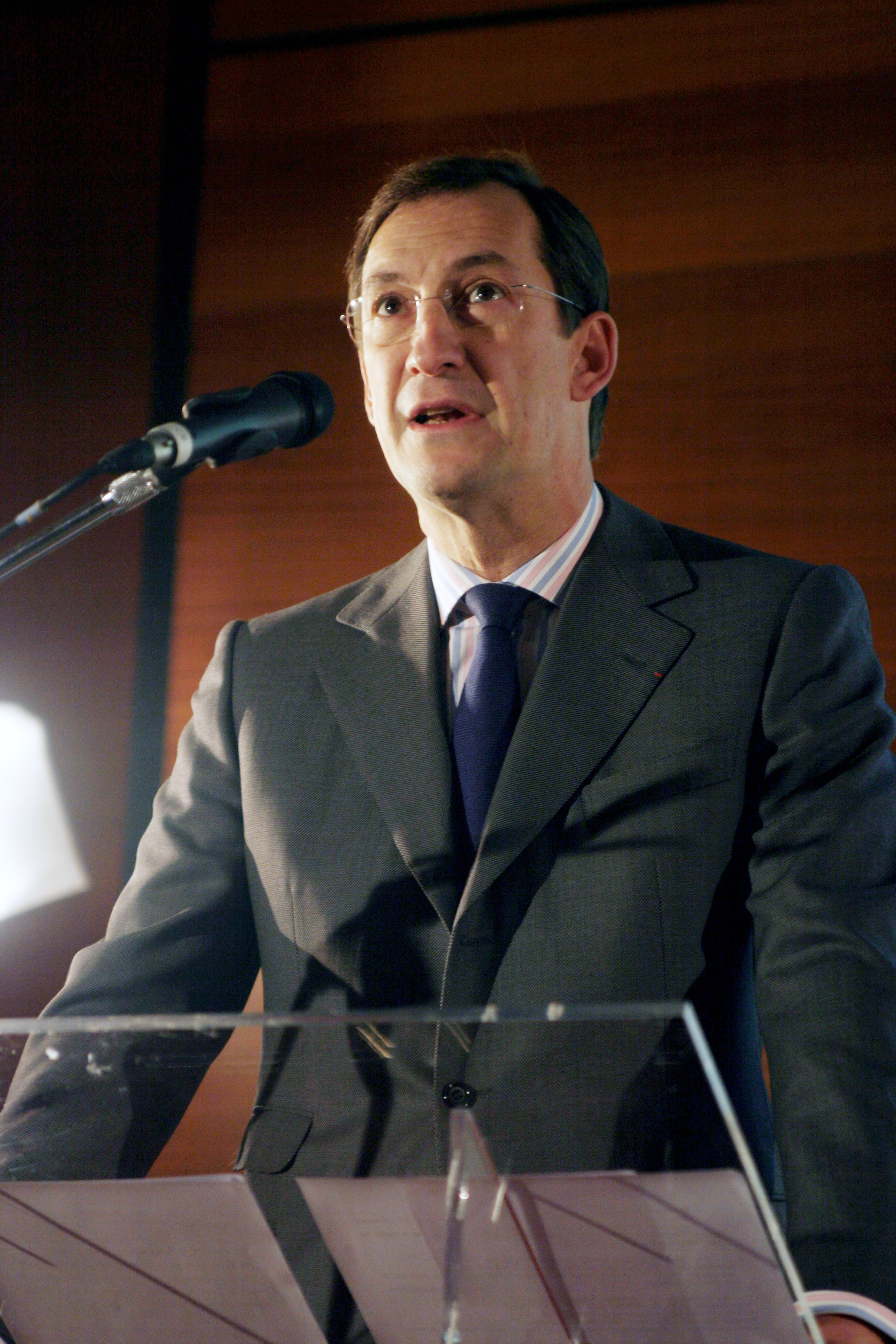
Nicolas Bazire en 2009.

Le versement de « commissions » à des agents publics étrangers est courant dans l’industrie de l’armement. Il a pour but de convaincre les dirigeants politiques et était autorisé en France jusqu’à l’entrée en vigueur de la Convention de l'OCDE contre la corruption en 2000. La société française d’exportation de matériel militaire et aéronautique (SOFMA), société appartenant à l’État et aux industries de l’armement qui avaient auparavant négocié d’autres contrats, devait faciliter la transaction au Pakistan. Elle versait de l’argent à des responsables politiques et militaires via des sociétés écrans. Le nom des destinataires est secret mais les montants sont connus et déclarés au ministère des Finances. Ces commissions représentent 6,25 % du montant du contrat,. Des éléments révélés par le journal Libération montrent que les versements de la SOFMA se sont poursuivis jusqu’en 2001 où ils se sont arrêtés pour des raisons inconnues.
En décembre 1993, Nicolas Bazire, à la fois directeur du cabinet du premier ministre Édouard Balladur et directeur de sa campagne présidentielle, présente Thierry Gaubert, collaborateur de Nicolas Sarkozy à la mairie de Neuilly puis au ministère du budget (entre 1994 et 1995), à Ziad Takieddine. Thierry Gaubert présente à Ziad Takieddine son épouse, la princesse Hélène de Yougoslavie, son ami Philippe Smadja (mis en cause, comme Thierry Gaubert, dans l'affaire du 1 % logement), un proche de Nicolas Sarkozy, Dominique Desseigne, l’associé de Thierry Gaubert en Colombie, Jean-Philippe Couzi ou encore le futur directeur général des douanes françaises, Pierre-Mathieu Duhamel. C’est à cette date que l’épouse de l'intermédiaire, Nicola Johnson, sympathise avec Mme Gaubert. Les deux femmes, plus tard, rompront avec leurs maris et les dénonceront aux juges.
Peu de temps avant la signature du contrat pakistanais, Ziad Takieddine et Abdul Rahman el-Assir prennent leur rôle en tant qu’intermédiaires. Ils ont été recommandés par Renaud Donnedieu de Vabres, chef de cabinet de François Léotard. Leurs commissions, versées à la société Mercor Finance, représentent 216 millions de francs. Ces intermédiaires ont de plus obtenu que 85 % de leurs frais soient versés au cours de la première année et non de façon progressive comme c’est le cas habituellement. Entre la DCN et Mercor Finance, les fonds transitaient par la société Heine,,. Ces commissions ont été reversées aux patrimoines personnels des acheteurs, par exemple le président pakistanais Asif Ali Zardari, à hauteur de 23 millions de francs, ce qui représente donc une petite partie de la somme versée aux intermédiaires.
- Contrat Pakistan - DCN : 5,41 milliards de francs
  - Commissions SOFMA : 338 millions de francs
  - Commissions réseau « K » : 216 millions de francs
    - 23 millions de francs versés à Ali Zardari
    - 10 millions de francs pour la campagne d’Édouard Balladur
    - 32 millions de francs non payés (décision de Jacques Chirac)

Dans le volet saoudien, un réseau « K » comme pour Kingdom est apparu, animé également par Ziad Takieddine. Il est prévu une commission de 8 % pour le prince Sultan, alors ministre de la Défense, une autre de 5 % pour le prince Fahd, chef de la marine saoudienne. Le réseau K touche lui 4 %. Les flux financiers transitent par des sociétés (Pilny et Chesterfield) immatriculées au Panama.
- Contrats Arabie saoudite : 28 milliards de francs
  - Commissions SOFRESA : 3,2 milliards de francs
  - Commissions réseau « K » : 1,4 milliard de francs (en partie annulées par Jacques Chirac)

## Campagne présidentielle de 1995

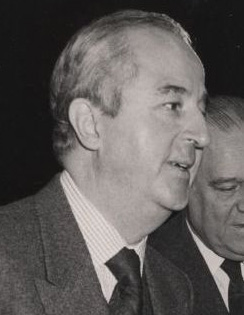
Édouard Balladur en 1987.

Une partie des commissions versées au réseau Takieddine est revenue en France et aurait financé la campagne d’Édouard Balladur pour l’élection présidentielle de 1995 à hauteur de 10,25 millions de francs ; le financement du Parti républicain est également évoqué. Le site Bakchich souligne qu’un avenant du contrat des ventes des frégates de Taïwan avait également été signé à ce moment-là et aurait pu servir aux mêmes fins,. Enfin certains protagonistes de l’affaire auraient pu s’enrichir personnellement,.
Après la signature du contrat au Pakistan, le 24 novembre 1994, Thierry Gaubert réclame 1,5 million de francs, afin de financer la campagne d’Édouard Balladur. Ziad Takieddine accepte à condition qu’il les lui remette en liquide à Genève, où Thierry Gaubert détenait lui-même des avoirs. À Genève, les deux hommes retrouvent Abdul Rahman el-Assir qui avait préparé l’argent, en coupures de 500 francs, glissées dans une mallette remise à Thierry Gaubert. Selon Ziad Takieddine, cette remise de fonds s’apparentait à un « retour d'ascenseur » logique, Sawari II lui ayant rapporté une fortune. Le compte de campagne d’Edouard Balladur a bénéficié, au lendemain du premier tour l’éliminant de la compétition, d’un dépôt en espèces de 10,25 millions de francs, en grosses coupures de 500. Deux jours plus tôt, Takieddine était à Geneve pour effectuer un retrait du même montant.
En 1995, Bernard Cheynel, intermédiaire en armement et proche de la Première ministre pakistanaise Benazir Bhutto informe le sénateur Jacques Oudin alors trésorier du Rassemblement pour la République et proche de Jacques Chirac de possibles malversations visant à financer la campagne d'Édouard Balladur grâce à un système de rétrocommissions sur le contrat de vente de sous-marins au Pakistan auquel a participé Ziad Takieddine.

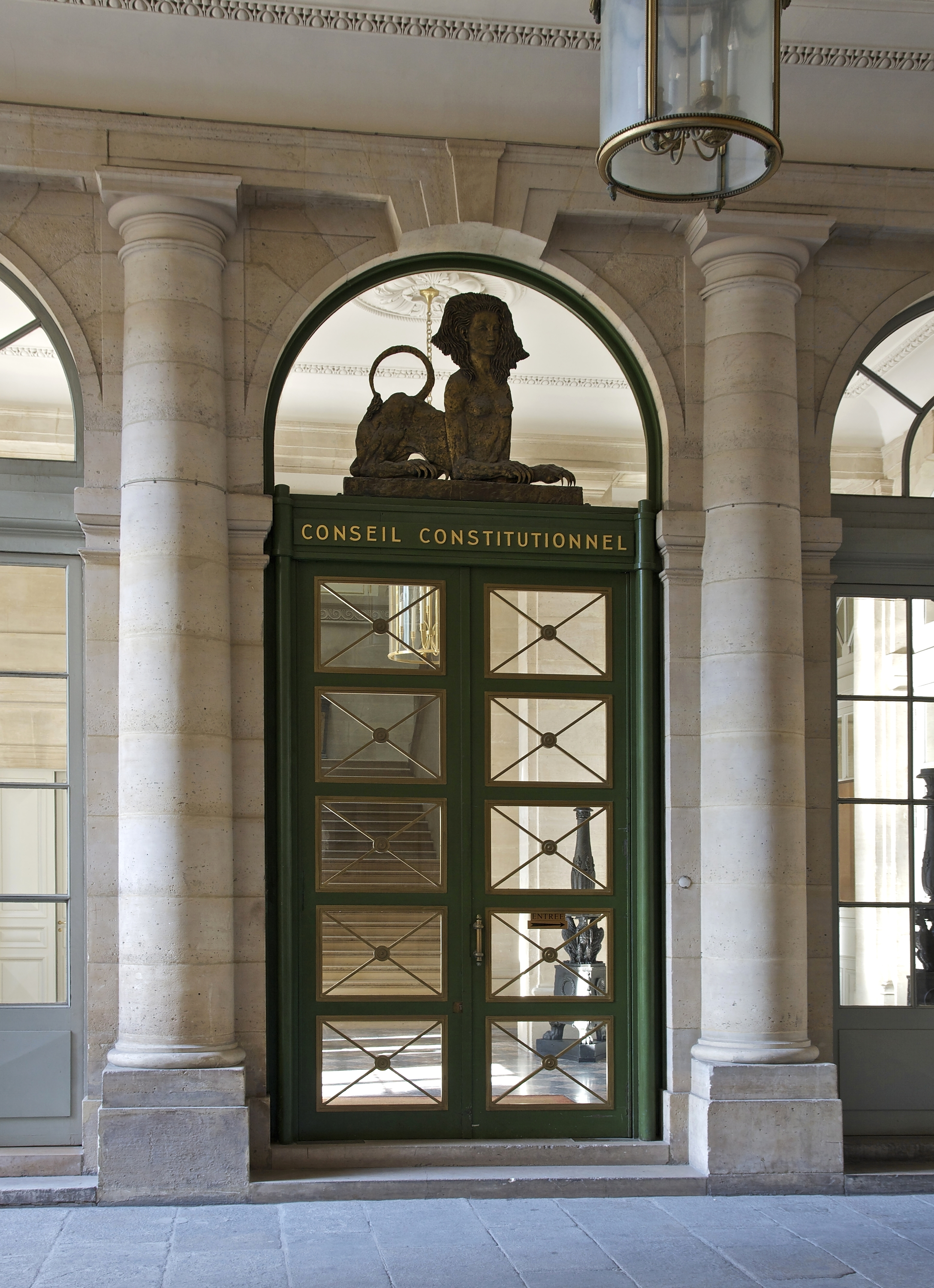
Après l’élection présidentielle de 1995, le Conseil constitutionnel valide les comptes de Jacques Chirac et d’Édouard Balladur, qui avaient pourtant dépassé le montant des dépenses autorisées dans les premières versions du rapport.

Après l’élection présidentielle de 1995 qui voit la victoire de Jacques Chirac, les rapporteurs du Conseil constitutionnel (dont fait partie Laurent Touvet), chargés d’examiner les comptes de campagne, rendent un avis défavorable concernant ceux d’Édouard Balladur et de Jacques Chirac qui sont au-delà du plafond. Roland Dumas, alors président du Conseil constitutionnel, leur a demandé de revoir leur copie pour ne pas créer un incident politique majeur. Les membres du Conseil le suivent concernant Jacques Chirac, mais seulement cinq membres sur neuf ont voté pour accepter les comptes d’Édouard Balladur. Le Conseil passe plusieurs séances à retoucher les comptes pour les rendre acceptables,,,,.
Jacques Chirac demande à son ministre de la Défense Charles Millon d’enquêter sur ces commissions. Celui-ci a alors la conviction que des rétrocommissions ont eu lieu dans le cadre de ces contrats. Le Gouvernement ordonne alors la fin du versement des commissions au réseau Takieddine. Il s’agit de 15 % restant dans le contrat pakistanais mais aussi de sommes plus importantes dans le cadre du contrat avec l’Arabie saoudite et versées via la société française d'exportation de systèmes avancés (SOFRESA). L’opération est supervisée par Dominique de Villepin, alors secrétaire général de l’Élysée. Le nouveau président de la SOFRESA Michel Mazens est alors convoqué par Villepin puis un ancien policier, Frédéric Baueur va, par des actes d'intimidation menés avec l’aide des services secrets français pour les filatures et les investigations contre leurs réseaux, « persuader » le trio d’hommes d’affaires de renoncer à leurs commissions. Dans ce cadre, des anciens membres du cabinet de François Léotard sont mis sous écoute entre juillet et octobre 1995. Ceci est révélé par Le Monde en 1996 et le lien est fait avec les contrats d’armement. L’affaire est pourtant aussitôt refermée. Dans le volet saoudien, la décision d’annuler les commissions fut prise avec le soutien du roi Fahd que Jacques Chirac a rencontré en juillet 1996 ; mais celles destinées au prince Sultan ne sont pas remises en cause,
Après les élections législatives françaises de 1997 remportées par la gauche, Lionel Jospin devient Premier ministre. Le gouvernement se rend compte que le contrat n’est pas rentable mais décide de le poursuivre pour des questions d’engagement de la parole nationale et pour ne pas créer de controverses politiques. En 2000, peu avant l’entrée en vigueur de la convention de l’OCDE, le gouvernement décide de verser en une seule fois la moitié des commissions restantes, au lieu de les étaler dans le temps, ce qui n’aurait plus été possible.

## Attentat du 8 mai 2002 à Karachi
Lors de l’élection présidentielle française de 2002, Lionel Jospin est éliminé au premier tour. Jacques Chirac est réélu face à Jean-Marie Le Pen. Le 8 mai 2002, soit quelques jours après le second tour, onze employés et sous traitants de la Direction des constructions navales et trois de leurs accompagnateurs pakistanais meurent dans un attentat-suicide, à Karachi, dans la province du Sind au Pakistan. Ils se trouvaient dans un autocar qui devait emmener 23 techniciens à la base navale où les sous-marins étaient assemblés. Un fanatique avait lancé sa Toyota remplie d’explosifs contre le bus, l’explosion fait 14 morts et 12 blessés.
Au printemps 2002, alors que la justice enquêtait sur la piste islamiste, des agents de la DGSE se seraient chargés de « mesures de rétorsion » contre des militaires pakistanais.
Claude Thévenet, ancien de la Direction de la Surveillance du territoire, est recruté par la DCN pour enquêter en marge de la justice. Son rapport « Nautilus », datant du 11 septembre 2002, conclut que l’attentat est lié à l’arrêt du versement des commissions. Ce rapport était supposé rester confidentiel mais est saisi par les juges au printemps 2008 à l’occasion de l’affaire d’espionnage et transmis au juge Marc Trévidic. Un autre document, rédigé par Gérard-Philippe Menayas (ancien directeur financier de la DCNI) donne la même version,,.
Le 27 mai 2002, une information judiciaire est ouverte en France et diligentée par Jean-Louis Bruguière et Jean-François Ricard. Dans un premier temps, l’attentat est attribué à Al-Qaïda. En 2007, les juges antiterroristes Marc Trévidic et Yves Jannier reprennent l’instruction de l’affaire.
L’enquête pakistanaise a attribué l’attentat à Asif Zaheer (il aurait fabriqué l’engin explosif) et Mohammad Rizwan (il aurait conduit le véhicule ayant servi à l’attentat). Ils sont condamnés à mort le 30 juin 2003. Mais le 5 mai 2009, les deux hommes sont remis en liberté par la Haute Cour du Sind. La piste islamiste s’effondre.
Le 18 juin 2009, les juges français expliquent aux familles que la piste politico-financière est « cruellement logique ». Cette version est alors démentie par Édouard Balladur et qualifiée de « grotesque » par Nicolas Sarkozy.
En 2010, une mission d’information de la commission de la Défense nationale et des Forces armées est menée par Bernard Cazeneuve et Yves Fromion sur les « circonstances entourant l’attentat du 8 mai 2002 à Karachi ». Son rapport, rendu en 2010, privilégie la piste islamiste sans écarter les autres hypothèses. Par la suite, le président de l’Assemblée nationale, Bernard Accoyer, refuse au juge Trévidic l’accès aux procès-verbaux d’audition de la mission d’information. Auditionné par la mission le 24 novembre 2009, le ministre de la Défense de l'époque François Léotard considère la piste Al-Qaida comme « peu probable » et penche plutôt pour « une vengeance de personnes n'ayant pas touché leur part de commissions »,.
Le lien entre cet attentat et l’arrêt du versement des commissions demeure hypothétique :
- L'Express souligne par exemple qu’Oussama ben Laden a salué l’attentat le 19 novembre 2002[34].
- Une autre explication avancée est qu’une frange de l’armée voulait avertir la France pour l’empêcher de vendre des sous-marins à l’Inde, ennemie du Pakistan[38],[45].

Cependant, les enquêteurs français continuent de privilégier « la piste islamiste », en raison du contexte de l’après-11 septembre 2001 et l’intervention militaire française contre les talibans ainsi que les menaces contre les intérêts occidentaux à cette époque, dans cette région du monde sont des éléments qui sont susceptibles d’accréditer cette thèse.

## Enquêtes

### Corruption des militaires pakistanais
La Cour des comptes pakistanaise va s’intéresser aux commissions versées à l’occasion du contrat. Ainsi le 30 janvier 2002, lors d’une audience devant la première chambre de Rawalpindi, l’amiral en chef de la marine, Mansur ul-Haq, plaide coupable pour avoir reçu des Français près de sept millions de dollars en guise de remerciement. Le chef du service de renseignement de la marine pakistanaise écope de sept ans de prison, et un capitaine de trois ans de prison.

### Irrégularités des comptes
La Cour des comptes française, saisie en juillet 1999 par le ministre de la Défense Alain Richard et plusieurs ministres du gouvernement Jospin, constate qu’« il n’existait aucune procédure d’élaboration et de validation des devis », et que trois notes internes à la DCN, communiquées avant la signature du contrat prévoyaient respectivement une perte de 650 MF, de 310 MF ou de 583 MF. Elle estime la perte finale à 500 MF. Le 28 octobre 2005, soit 11 ans après les faits, la cour de discipline budgétaire condamne l’ingénieur général Chéneau (« M.E »), chef du service industriel de la DCN, « M.A. », directeur de la DCN, et Henri Conze (« M.Y »), délégué général pour l'armement, à des amendes respectives de 6 000 €, 4 500 € et 4 500 €.

### Pratiques d'espionnage de DCNS
En janvier 2006, une enquête préliminaire est ouverte sur des sociétés d’intelligence économique travaillant pour la DCN (nommées Heine et Eurolux). Selon le rapport de Jean-Claude Marin, procureur de la République de Paris, du 22 novembre 2007, ces sociétés auraient également servi à faire transiter des commissions. La création de la société Heine se serait faite avec l’accord de Nicolas Bazire (alors directeur de cabinet d’Édouard Balladur) et de Nicolas Sarkozy (ministre du Budget). Cependant à la suite de ce rapport, l’instruction ouverte en mars 2008 et menée par Françoise Desset et Jean-Christophe Hullin ne concerne que les méthodes des agents qui auraient utilisé des moyens illégaux pour se renseigner sur divers dossiers (listings Clearstream, rapprochement DCN-Thales, contentieux avec Taïwan sur les frégates…),,. L’instruction est close au mois d’août 2010, sept personnes sont mises en examen dont Claude Thévenet, Philippe Japiot, président de DCNI, branche internationale de la DCN de 2001 à 2007 ainsi qu’Alex Fabarez, directeur général délégué de DCNI de 2003 à 2008. Dans son jugement du 20 février 2013, le Tribunal correctionnel de Paris a relaxé Philippe Japiot et Alex Fabarez et condamné Claude Thévenet à 14 mois de prison avec sursis et Gérard-Philippe Menayas à 12 mois de prison avec sursis.

### Instruction du pôle financier

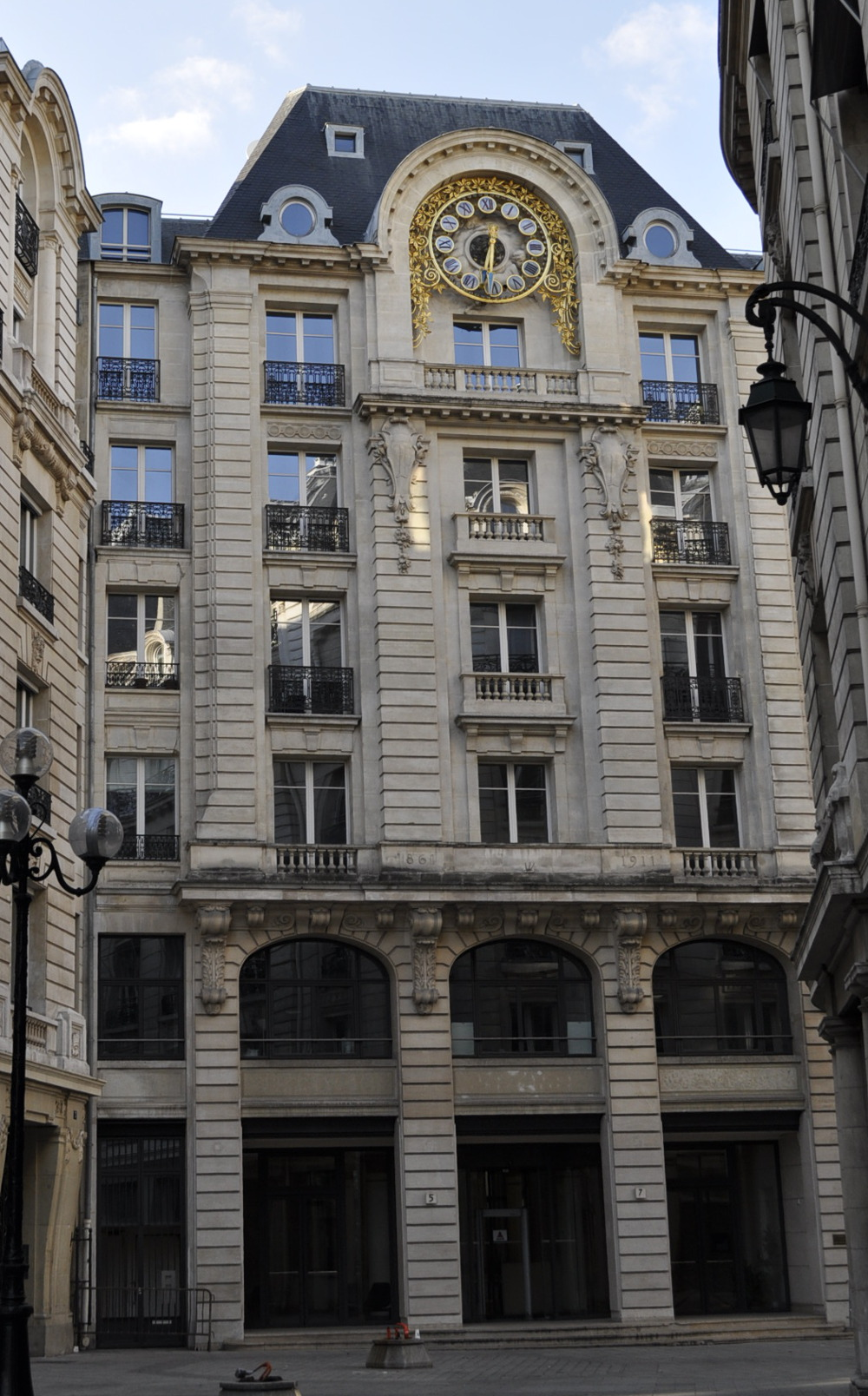
Entre 2010 et 2014, le pôle financier du tribunal de grande instance de Paris enquête sur des éventuels abus de biens sociaux, et détournements de fonds publics.

Le 14 décembre 2009, les familles de victimes de l’attentat de Karachi déposent plainte pour « corruption » contre le club politique d’Édouard Balladur. Le parquet estime alors que les faits de corruptions sont prescrits ; néanmoins le 22 janvier 2010, le procureur de Paris, Jean-Claude Marin ouvre une enquête préliminaire visant d’éventuels faits d'« abus de biens sociaux ».
Édouard Balladur, dans une tribune dans le journal Le Figaro du 26 avril 2010 affirme que le financement de sa campagne était légal.
En septembre 2010, une instruction est confiée au juge Renaud Van Ruymbeke à la suite d’une nouvelle plainte des familles des victimes. Un désaccord apparaît entre le juge, qui souhaite enquêter sur les rétrocommissions, et le procureur de Paris, Jean-Claude Marin, qui estime que ces faits sont prescrits.
En septembre 2011, Hélène de Yougoslavie révèle à la justice que son ex-mari, Thierry Gaubert, adjoint de Nicolas Bazire à Bercy de 1993 à 1995, allait régulièrement chercher des espèces en Suisse pour les remettre à ce dernier ; il était accompagné de Ziad Takieddine. Elle n’avait pas alors fait le rapprochement avec Édouard Balladur. Dans une nouvelle déposition en juillet 2012, elle précise explicitement ce lien,.
Également en septembre 2011, les policiers retrouvent un appel de Brice Hortefeux à Thierry Gaubert, pour le prévenir que sa femme « balançait beaucoup ». Il se dit alors « écœuré » par la « lâcheté des journalistes qui fracassent tous les amis de Sarkozy », alors que c'est Olivier Morice (l’avocat des familles des victimes de l'attentat du 8 mai 2002 à Karachi ) qui « devrait être fracassé ». Le 22 novembre 2012, le tribunal correctionnel de Paris le condamne à 5 000 € d’amendes avec sursis pour ces menaces.
Fin 2011, Ziad Takieddine, Nicolas Bazire, Thierry Gaubert, et Renaud Donnedieu de Vabres sont mis en examen. Le 30 mai 2013, Ziad Takieddine, également mis en cause dans l’affaire du financement de la campagne de 2007 de Nicolas Sarkozy et qui tentait alors de se procurer un « vrai-faux » passeport dominicain, est mis en examen pour corruption d’agent public étranger, escroquerie, fraude fiscale et organisation d’insolvabilité. Il est placé en détention provisoire. Il reconnaît finalement avoir participé au financement de la campagne.
En octobre et décembre 2012, c’est le trésorier de la campagne d’Édouard Balladur, René Galy-Dejean qui explique aux juges que les sommes en liquide étaient créditées sur le compte directement par Édouard Balladur et Nicolas Bazire, sans son accord. Il croyait que c’étaient des « fonds secrets », mais Pierre Mongin, chef de cabinet de Matignon entre 1993 et 1995, avait déjà assuré que ceux-ci n’avaient pas été utilisés. Les juges ne mettent pas René Galy-Dejean en examen, et lui laissent le statut de témoin assisté,,. Le 12 septembre 2013, Pierre Mongin (alors PDG de la RATP) est mis en examen pour détournement de fonds publics et Nicolas Bazire (alors numéro deux de LVMH) pour complicité de détournement de fonds publics. Le 3 octobre, René Galy-Dejean est à son tour mis en examen pour complicité de détournement de fonds publics.
Le 6 février 2014, les juges d’instruction rendent une ordonnance afin de se dessaisir de l’enquête concernant Édouard Balladur et François Léotard, seule la Cour de justice de la République pouvant instruire et juger les affaires concernant les ministres durant leurs fonctions. Ils notifient le 11 février la fin de leur enquête sur le volet non ministériel. Les juges estiment que les commissions ainsi que leur mode de versement n’étaient absolument pas justifiés, et soulignent le rôle prédominant de Matignon. Ils rejettent la thèse du financement de la campagne d’Édouard Balladur grâce à la vente de gadgets lors des meetings. Le 14 février, le procureur général de Paris, François Falletti, donne son feu vert à la saisine de la Cour de justice de la République.
Le 5 mai 2014, le parquet de Paris requiert le renvoi en correctionnelle de Ziad Takieddine, Thierry Gaubert, Nicolas Bazire, Abdul Rahmam Al-Assir, Renaud Donnedieu de Vabres et Dominique Castellan ; les juges d’instruction rendent leur ordonnance de clôture le 12 juin, conformément aux réquisitions. Nicolas Bazire et Dominique Castellan font appel de ce renvoi, contestant notamment la recevabilité des familles de victimes de l’attentat de Karachi en 2002 en tant que parties civiles. Ce recours est rejeté le 18 juin 2015 par la cour d’appel de Paris, puis, le 10 février 2016, la Cour de cassation annule cet arrêt et ordonne un réexamen par la cour d’appel de Lyon. Le 20 janvier 2017, la chambre de l’instruction de la cour d'appel de Lyon renvoie devant le tribunal correctionnel les six personnes mises en cause.

### Instruction de la Cour de justice de la République
La commission d’instruction de la Cour de justice de la République (CJR) a été saisie le 26 juin 2014 de l’enquête sur le rôle joué par Édouard Balladur et François Léotard. Nicolas Sarkozy est entendu comme témoin assisté. Les deux anciens ministres sont mis en examen en 2017,, puis renvoyés devant la CJR en septembre 2019. La Cour de cassation valide le pourvoi en mars 2020.

## Procès

### Procès devant le tribunal correctionnel
Le procès, qui concerne le volet financier de l'affaire, se tient du 7 au 31 octobre 2019 au tribunal correctionnel de Paris. Ziad Takieddine se rétracte des aveux faits durant l’enquête et insiste sur l’utilité de son réseau. Le procureur Nicolas Baïetto requiert de 18 mois ferme à sept ans de prison ferme contre les six accusés.
Le 15 juin 2020, le tribunal correctionnel condamne, :
- Ziad Takieddine et son associé Abdul Rahman Al-Assir à cinq ans de prison. Absents à l'audience, un mandat d'arrêt est délivré à leur encontre[78] ;
- Nicolas Bazire et Renaud Donnedieu de Vabres à cinq ans de prison dont deux avec sursis et à de lourdes amendes ;
- Thierry Gaubert à quatre ans de prison dont deux avec sursis ;
- Dominique Castellan à trois ans dont un avec sursis.

Les six accusés, tous condamnés, ont fait appel,.

### Procès devant la Cour de justice de la République

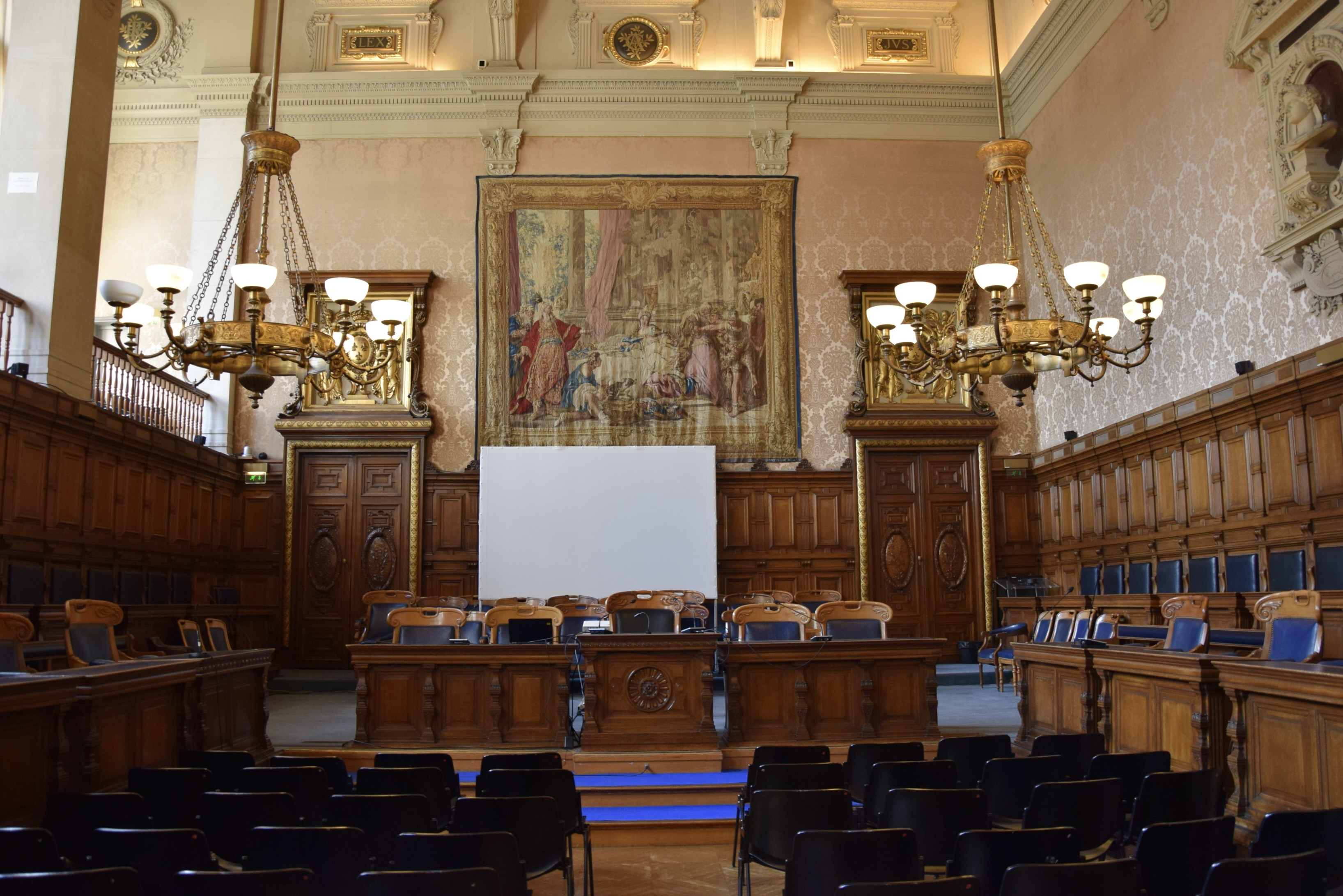
Le procès se tient dans la salle de la première chambre de la cour d’appel de Paris.

Le procès d’Édouard Balladur et de François Léotard est ouvert le 19 janvier 2021, plus de vingt-cinq ans après les faits, devant la Cour de justice de la République, compétente pour juger les crimes ou délits commis par les membres du gouvernement dans l’exercice de leurs fonctions. L'ancien Premier ministre français est renvoyé pour « complicité d'abus de biens sociaux » et « recel ». Son ancien ministre de la Défense, François Léotard comparaît quant à lui pour « complicité ».
Édouard Balladur est défendu par trois avocats, Félix de Belloy, François Martineau et Hugues Hourdin, et ne se présente que les premiers jours. Selon lui, le dossier est vide, et en tant que Premier ministre, sa seule décision était sur l'opportunité de ces contrats. François Léotard apparaît sans avocat les premiers jours, puis est représentée par Brigitte Longuet. Il nie également les accusations : il ne s’occupait pas de « l’épicerie » mais des conflits au Rwanda et en Yougoslavie,.
François Molins, procureur général près la Cour de cassation et Philippe Lagauche requièrent un an de prison avec sursis et 50 000 € d’amende contre Édouard Balladur, et deux ans de prison avec sursis et 100 000 € d’amende contre François Léotard. Les avocats plaidaient pour la relaxe de leur client.
Le 4 mars 2021, la Cour de justice de la République relaxe Édouard Balladur mais condamne François Léotard à 2 ans de prison avec sursis et 100 000 € d'amende pour « complicité d'abus de biens sociaux ».
Le 9 février, le parquet général près la Cour de cassation annonce qu’il ne formera pas de pourvoi contre la relaxe de l’ancien Premier ministre dans le volet financier de l’affaire. De son côté, François Léotard présente un pourvoi devant la Cour de Cassation, rejeté le 4 juin 2021. Son recours devant la Cour européenne des droits de l'homme est également rejeté à titre posthume le 14 décembre 2023, Léotard étant décédé le 25 avril de la même année.

### Procès devant la cour d'appel
Le procès en appel, qui concerne le volet financier de l'affaire, se tient du 3 au 19 juin 2024 devant la cour d'appel de Paris,. Le parquet requiert pour certains accusés des peines réduites par rapport à celles requises en première instance, en raison du manque de preuves,.
Le verdict a lieu le 21 janvier 2025 et la cour d'appel condamne :
- Les intermédiaires Ziad Takieddine et Abdul Rahman el-Assir, respectivement à cinq et quatre ans d’emprisonnement.
- Renaud Donnedieu de Vabres, ex-collaborateur de François Léotard, à quatre ans de prison entièrement couverte par le sursis.
- Dominique Castellan, ancien patron de DCNI (aujourd’hui Naval Group) à deux ans de prison.
- Thierry Gaubert, ancien collaborateur de Nicolas Sarkozy, et prévenu au procès des financements libyens, à un an de prison ferme.

Nicolas Bazire est relaxé, la cour n'est pas en mesure d'affirmer qu'il « ait eu connaissance de ce dépôt et de l’origine des fonds versés ni qu’il soit intervenu dans celui-ci ».